# إيرل كيسر
إيرل كيسر (بالإنجليزية: Earl Kiser) هو دراج أمريكي، ولد في 1875، وتوفي في 19 يناير 1936.